# Стрельба в Брюсселе (2023)
Стрельба в Брюсселе в 2023 году — исламистский террористический акт, направленным против граждан Швеции, совершённый тунисцем Абдесалемом Лассуэдом в понедельник 16 октября 2023 года в Брюсселе, Бельгия. Около 19:15 вечера 45-летний тунисец Абдесалем Лассуэд, нелегально проживающий в Бельгии, открыл огонь по шведским футбольным болельщикам на пересечении двух бульваров недалеко от площади Сентелет, в результате чего двое были убиты и один получил ранения. Жертвы направлялись на футбольный матч на стадион короля Бодуэна.
Лассуэд скрылся с места происшествия, и вскоре после этого в социальных сетях было опубликовано видео, в котором он взял на себя ответственность за нападение от имени «Исламского государства» (ИГ). Бельгийская федеральная прокуратура немедленно сосредоточила своё расследование на террористических мотивах. На следующее утро Лассуэда выследили в кафе в муниципалитете Схарбек, где он был застрелен бельгийской полицией и скончался по дороге в больницу. После теракта уровень террористической угрозы в Брюсселе был повышен с 2 до 4, самого высокого уровня. В остальной Бельгии он был повышен со 2-го до 3-го уровня. После смерти Лассуэда Брюссель был понижен до 3-го уровня, как и остальная часть страны.
Через четыре дня после теракта министр юстиции Бельгии Винсент Ван Квикенборн подал в отставку после того, как выяснилось, что запрос Туниса об экстрадиции Лассуэда в августе 2022 года не был удовлетворён бельгийскими судьями.

## Предыстория
Это нападение стало пятым террористическим актом исламистов со смертельным исходом, совершённым в Бельгии с 2014 года, предыдущими терактами были: стрельба в Еврейском музее Бельгии в 2014 году, взрывы в Брюсселе в 2016 году, теракт в Льеже в 2018 году; нападение с ножом в Схарбеке в 2022 году. Кроме того, в Брюсселе произошли три теракта, в результате которых никто не погиб: неудавшийся взрыв в 2017 году и два нападения с применением ножевых ранений в 2017 .
Террористическая ячейка «Исламского государства» которая планировала и осуществила как теракты в Париже в ноябре 2015 года, так и взрывы в Брюсселе в 2016 году, базировалась в Брюсселе.

## Атака

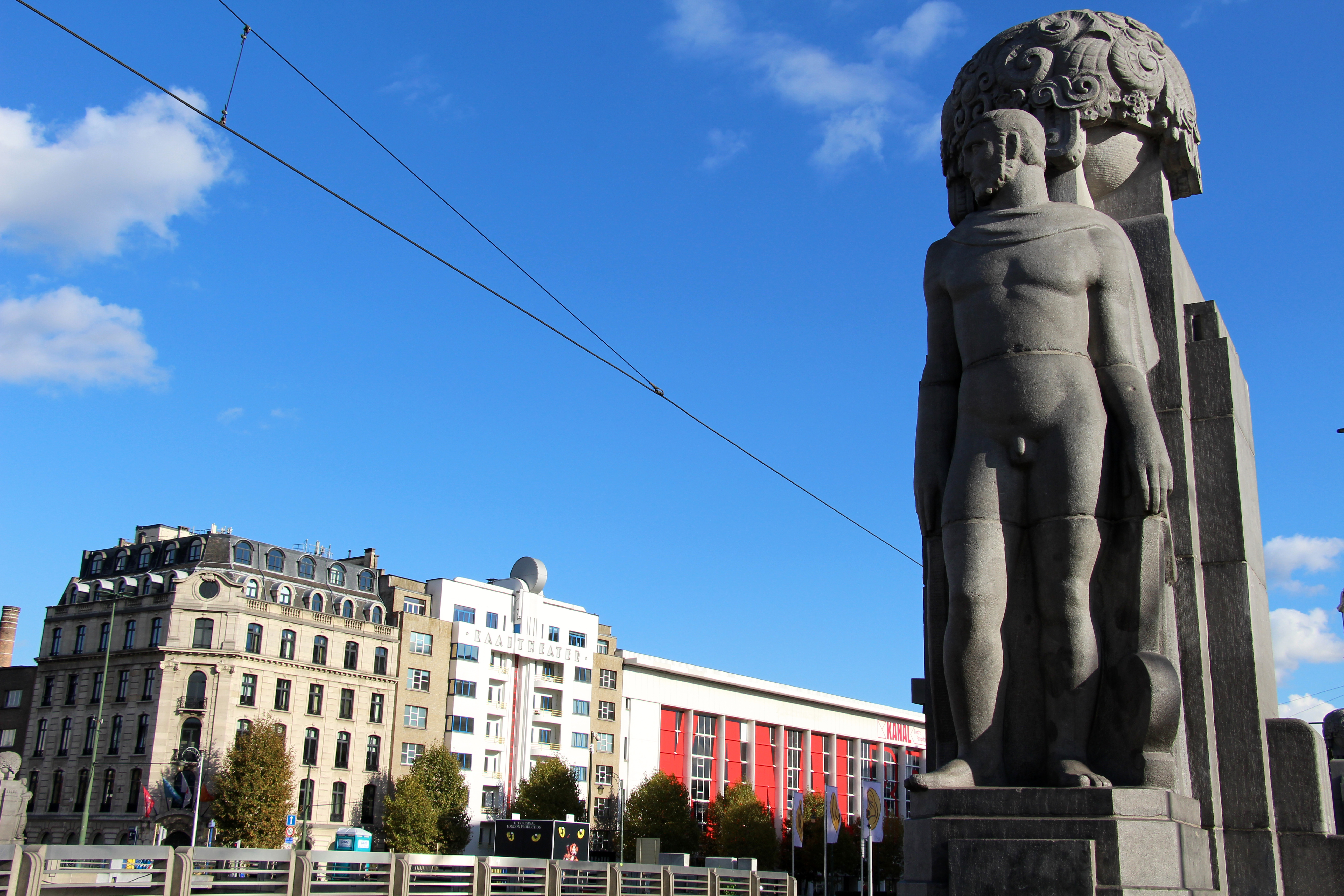
Вид на мост Сентелет, недалеко от того места, где произошла стрельба

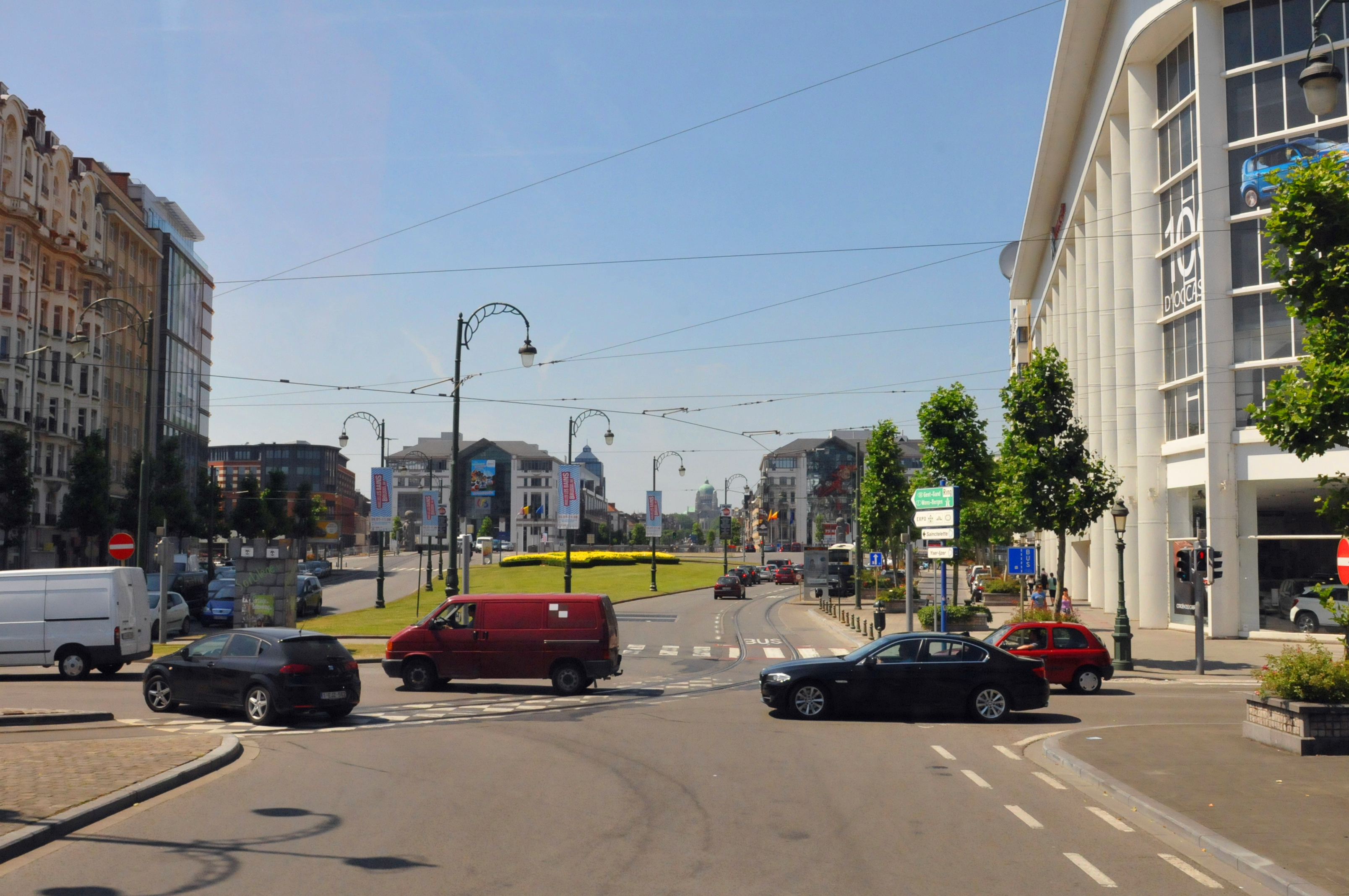
Вид на площадь Сентелет в Брюсселе. Нападение произошло снаружи и в вестибюле застеклённого здания в верхнем левом углу

16 октября 2023 года около 19:15 Лассуэд открыл огонь по шведским футбольным болельщикам, находившимся в такси на пересечении бульвара Невьен-де-Линь и бульвара Ипр, недалеко от площади Сентелет, в городе Брюссель. Болельщики направлялись на стадион короля Бодуэна, расположенный примерно в 5 км (3 милях) от отеля, где проходил отборочный матч Евро-2024 между сборными Бельгии и Швеции. Одна жертва была застрелена в такси, в то время как другой был застрелен, когда вбежал в фойе офисного здания. Третий шведский футбольный болельщик был ранен и остался в тяжёлом, но не опасном для жизни состоянии. Стрелявший, который был одет в флуоресцентную оранжевую куртку, затем скрылся с места происшествия на мотоцикле.
Футбольный матч, который начался в 8:45 вечера, был отменён в перерыве из-за распространения новостей о нападении. Шведские футболисты заявили, что не хотят играть во второй половине матча, и сборная Бельгии согласилась. 35 000 зрителей находились на стадионе, прежде чем были эвакуированы незадолго до полуночи, причём шведские болельщики покинули его последними. Сообщалось, что шведские болельщики сняли экипировку своих болельщиков, чтобы их не опознали как шведов. Министерство иностранных дел Швеции посоветовало шведам в Брюсселе проявлять бдительность.
Вскоре после нападения в социальных сетях распространилось видео, на котором мужчина, говорящий по-арабски и берущий на себя ответственность за стрельбу. Мужчина сказал, что его вдохновило Исламское государство. Представитель федеральной прокуратуры Бельгии заявил, что расследование сосредоточено на террористических мотивах, причём мишенью стали граждане Швеции, возможно, из-за недавних сожжений Корана в Швеции. Нападавший был опознан как Лассуэд.
В результате теракта уровень террористической угрозы в Брюсселе был повышен с 2 до 4, самого высокого уровня, и с 2 до 3, второго по величине уровня, в остальной части страны.

### Смерть преступника
Полиция отследила Лассуэда до его адреса в Схарбеке по регистрации его мотоцикла. В тот вечер двое полицейских увидели его сидящим в парке напротив своей квартиры (его напарник выбросил его вместе с сумкой с вещами), но не задержали его. На следующее утро полиция получила сообщение о том, что Лассуэд находится в кафе недалеко от того места, где он жил в Схарбеке. При задержании полицейские выстрелили ему в грудь. Парамедики попытались его реанимировать и доставили в больницу, где в 9:38 утра он был объявлен мёртвым. Его смерть была подтверждена министром внутренних дел Бельгии Аннелис Верлинден на платформе социальных сетей X. При нём было обнаружено оружие, использованное при нападении (полуавтоматическая винтовка AR-15), а также сумка с вещами. После его смерти уровень террористической угрозы в Брюсселе был снижен до 3, как и в остальной Бельгии.

### Жертвы
Все три жертвы были шведскими футбольными болельщиками, которые приехали в Бельгию, чтобы посмотреть игру своей национальной команды в отборочном матче Евро-2024. Двумя погибшими мужчинами были 60-летний Патрик Лундстрем, который жил в Швейцарии, и 70-летний Кент Перссон, который жил в Стокгольме. Пострадавшим оказался мужчина лет 70-ти.

## Расследование

### Биография преступника
Абдесалем Лассуэд родился 1 сентября 1978 года. В 2005 году был приговорён в Тунисе к более чем 26 годам тюремного заключения за преступления, включая покушение на убийство. В 2011 году сбежал из тюрьмы и добрался до Европы через Лампедузу, итальянский остров в Средиземном море, совершив путешествие на небольшой лодке, вместе с другими мигрантами. В течение десяти лет после своего прибытия в Европу он просил убежища в Бельгии, Италии, Норвегии и Швеции, но все они отклонили его требования. Живя под вымышленным именем в Швеции, в 2012 году был арестован за преступления, связанные с наркотиками, и был депортирован обратно в Италию после отбытия двухлетнего тюремного заключения. Из Италии, где его признали радикальным, он отправился в Бельгию и в 2019 году подал прошение о предоставлении убежища. В 2020 году его ходатайство было отклонено, и он остался в Бельгии нелегально, несмотря на запрос Туниса о его экстрадиции. Бельгийские власти отметили его как потенциального экстремиста, а в 2016 году неустановленная служба внешней разведки также вынесла о нём предупреждение. После того, как Лассуэд угрожал другому тунисцу в центре предоставления убежища, бельгийские власти должны были допросить его 17 октября (на следующий день после нападения).
После смерти Лассуэда федеральный прокурор заявил журналистам, что считалось, что он действовал как волк-одиночка, а не как член террористической группировки. Вечером 17 октября «Исламское государство» взяло на себя ответственность за теракт через своё информационное агентство Amaq.

### Мотив
Бельгийские власти заявили, что целью убийцы были шведы, возможно, в отместку за сожжение Корана в Швеции в 2023 году. Жертвы были одеты в футболки мужской национальной сборной Швеции по футболу, когда в них стреляли. На видео, опубликованном после нападения, преступник утверждал, что был вдохновлён ИГ. Лассуэд следил за аккаунтом в социальной сети TikTok, который распространял теории заговора о том, что шведские социальные власти похищают мусульманских детей.

## Реакции
- Швеция — Премьер-министр Ульф Кристерссон заявил, что его мысли с семьями погибших и с пострадавшим человеком. Он принял приглашение премьер-министра Бельгии Александра Де Кроо принять участие в церемонии поминовения жертв 18 октября[32][35].
  - Министр юстиции Гуннар Стрёммер назвал эти нападения «ужасными новостями»[36].
  - Король Карл XVI Густав сказал, что он и его семья думают о жертвах и их родственниках[37].
- Бельгия — Премьер-министр Александр Де Кроо направил свои соболезнования премьер-министру Швеции и сказал: «Наши мысли с семьями и друзьями, которые потеряли своих близких. Как близкие партнёры, мы ведём совместную борьбу с терроризмом»[13].
- Дания — Премьер-министр Метте Фредериксен выразила свои соболезнования в вечер нападения[38].
  - Министр иностранных дел Ларс Лекке Расмуссен направил свои соболезнования, выразил солидарность со Швецией и Бельгией и заявил: «Перед лицом терроризма и насилия мы будем едины»[38].
- Франция — Президент Франции Эммануэль Макрон, который в то время находился с визитом в Албании, заявил, что Европа была потрясена, в то время как министр внутренних дел распорядился ужесточить пограничный контроль с Бельгией[12].
- Европейский союз — Председатель Европейской комиссии Урсула фон дер Ляйен направила свои соболезнования семьям и друзьям жертв теракта. Она пообещала принять меры против разжигания ненависти в интернете и усилить полномочия государств-членов по депортации людей, которые считаются угрозой национальной безопасности[39].

## Последствия
Через два дня после теракта премьер-министры Швеции и Бельгии приняли участие в краткой церемонии в память о жертвах, возложив венки к месту теракта. 19 октября УЕФА объявил, что матч отборочного турнира чемпионата Европы между Бельгией и Швецией переигрываться не будет, а итоговый счёт, установленный к перерыву (1:1), утверждён как финальный. Обе национальные футбольные ассоциации одобрили это решение, и результат матча никак не повлиял на то, какие команды вышли из группы F.
20 октября бельгийское правительство объявило, что нападение было официально квалифицировано как терроризм. Позже в тот же день министр юстиции Бельгии Винсент Ван Квикенборн подал в отставку после того, как выяснилось, что запрос Туниса об экстрадиции Лассуэда в августе 2022 года не был удовлетворён бельгийскими судьями.
24 октября двум мужчинам, проживающим в Париже, были предъявлены обвинения в террористических преступлениях в связи с этим нападением. Два дня спустя мужчине в Брюсселе, подозреваемому в том, что он помог Лассуэду получить огнестрельное оружие, были предъявлены обвинения в убийстве, связанном с терроризмом, и покушении на убийство, а также в участии в террористической организации. 27 октября в Малаге, Испания, был арестован мужчина по подозрению в причастности к «деятельности, связанной с организованной преступностью».